# Xia Tai Kang
Tai Kang was volgens de traditionele Chinese historiografie de derde heerser van de Xia-dynastie. Hij was de zoon van Qi, de tweede heerser van de dynastie. Zijn naam betekent Grote Rust. Volgens de Bamboe-annalen was zijn residentie Zhenxun en regeerde hij vier jaar.

## Tai Kang verliest het koninkrijk
Volgens de Shujing had Tai Kang geen enkele belangstelling om te regeren en ging geheel op in de jacht. Toen Tai Kang tijdens een jachtpartij de zuidelijk gelegen Luo rivier overstak, werd zijn terugkeer verhinderd door  Houyi, de mythische boogschutter, maar in deze overlevering omschreven als leider van de Youqiong stam. De vijf broers van Tai Kang beklaagden zijn afwezigheid in het lied van de vijf zoons, dat is opgenomen in de Shujing (zie:). Tai Kang stierf zonder nog ooit zijn land te hebben betreden. Houyi bezette de hoofdstad Zhenxun en plaatste Zhong Kang, een jongere broer van Tai Kang op de troon.